# Saraina kindamba
Saraina kindamba is een spinnensoort in de taxonomische indeling van de springspinnen (Salticidae).
Het dier behoort tot het geslacht Saraina. De wetenschappelijke naam van de soort werd voor het eerst geldig gepubliceerd in 2009 door Azarkina.